# Viemose Skov
Viemose Skov er en dansk skov på Sydsjælland i Vordingborg Kommune øst for landsbyen Viemose. Skoven hører under Petersgaard Gods.